# Oresbius areolatus
Oresbius areolatus là một loài tò vò trong họ Ichneumonidae.